# Bartłomiej Pawłowski
Bartłomiej Pawłowski (Zgierz, 13 novembre 1992) è un calciatore polacco, centrocampista del Widzew Łódź.

## Carriera

### Club
Nel giugno del 2010, si trasferisce allo Jagiellonia Białystok con un contratto triennale.
Debutta in Ekstraklasa con lo Jagiellonia Białystok il 14 agosto 2010 nella vittoria casalinga per 3-1 contro il GKS Bełchatów.
Gioca la sua ultima partita con lo Jagiellonia il 13 maggio 2011 nel pareggio casalingo per 0-0 contro il Legia Varsavia.
A luglio del 2011 firma un contratto annuale con il GKS Katowice.
Debutta con la nuova maglia il 29 luglio 2011 nel pareggio casalingo per 1-1 contro l'Olimpia Elbląg.
Debutta con lo Jarota Jarocin il 17 marzo 2012 nella sconfitta fuori casa per 2-0 contro il Tychy 71.
Segna il primo gol con una squadra di club il 22 aprile 2012 nella vittoria casalinga per 2-0 contro lo Zagłębie Sosnowiec.

### Nazionale
Ha giocato per la Nazionale Under-19 polacca.